# 道具師
道具師又稱道具管理员，是指电影、电视或戏剧劇組中负责购买、管理以及擺放道具的人員。道具師要與其他劇組成员合作佈置舞台以及布景。